# Varietats (programa de televisió)
Varietats va ser un programa de televisió en català presentat per Salvador Escamilla, Carme Sansa i Frank Dubé.